# シテ駅
シテ駅（―えき、Cité）は、フランスのパリ地下鉄 4号線の駅である。1910年開業。シテ島にある2つの駅のひとつ（メトロの駅としては唯一。）で、ノートルダム大聖堂などへの最寄り駅である。セーヌ川を潜行するため、地下20メートルと深い場所にある。照明が全体的に緑色がかったものになっている。

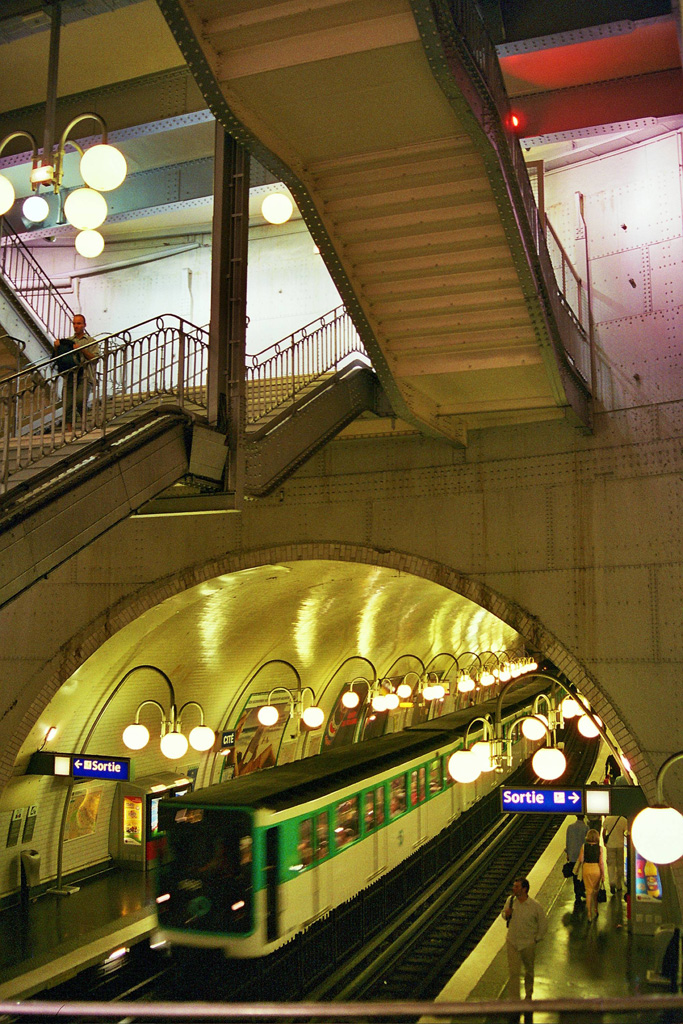
駅内部の様子

## 歴史
この駅は、4号線部分開業の約2年後である1910年12月10日に開業した。4号線自体は1910年1月9日にポルト・ド・クリニャンクール駅-ポルト・ドルレアン駅間が全通したが、駅開業までの間、列車はこの工事中の駅を通過していた。
かつては、隣接するパリ警視庁や現在の入口から数十メートル離れたパレ・ド・ジュスティスに通じていたこともあった。パレ・ド・ジュスティス内にあるかつての入口は現在も見ることができるが、安全上の理由で、30年ほど前からはほとんど使われていない。これらの地下通路は、特に第二次世界大戦中に避難のために用いられたともいわれている。

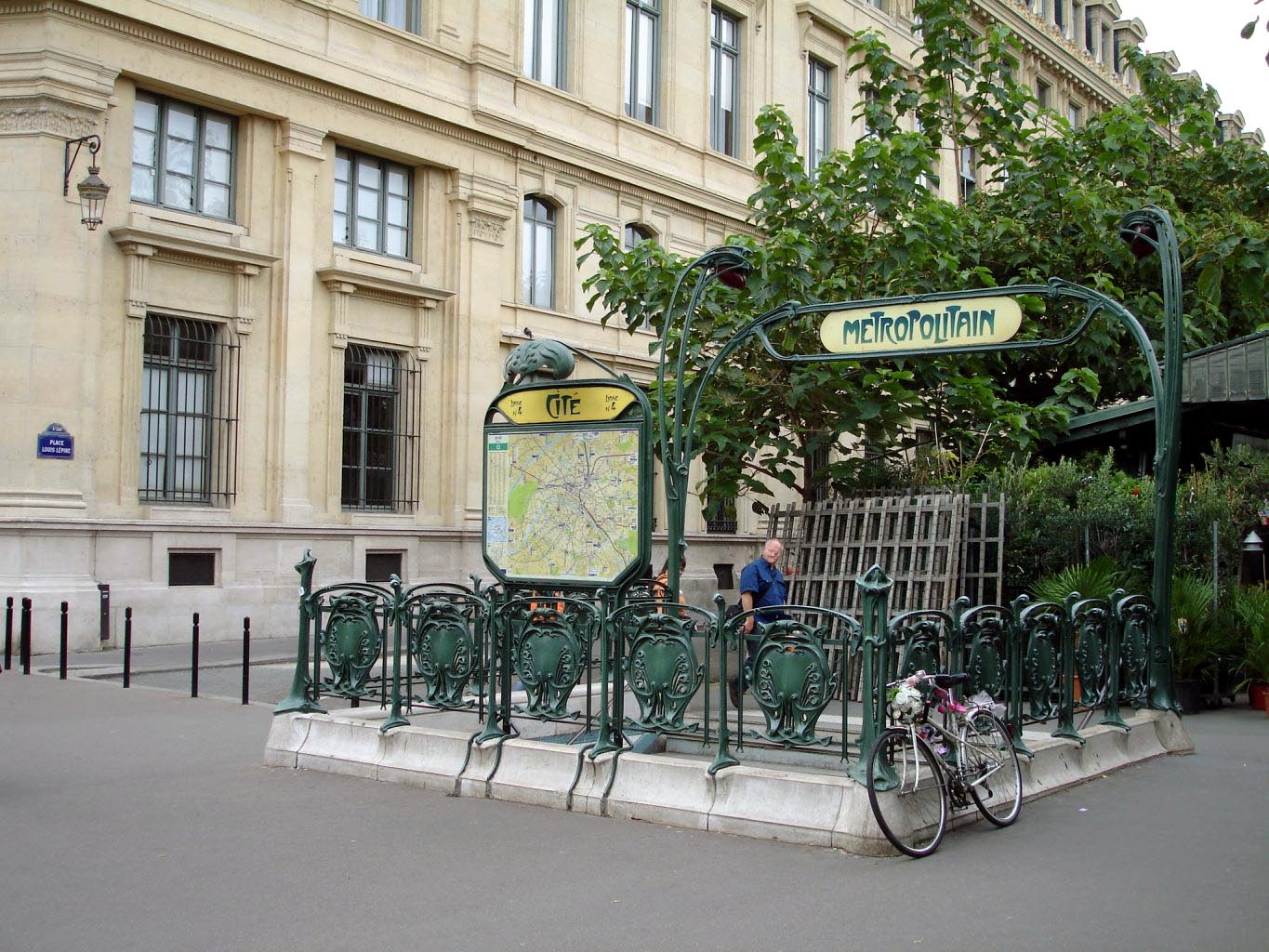
ルイ・レピーヌ広場にあるエクトール・ギマールデザインによるメトロの入口

## 駅付近の名所等

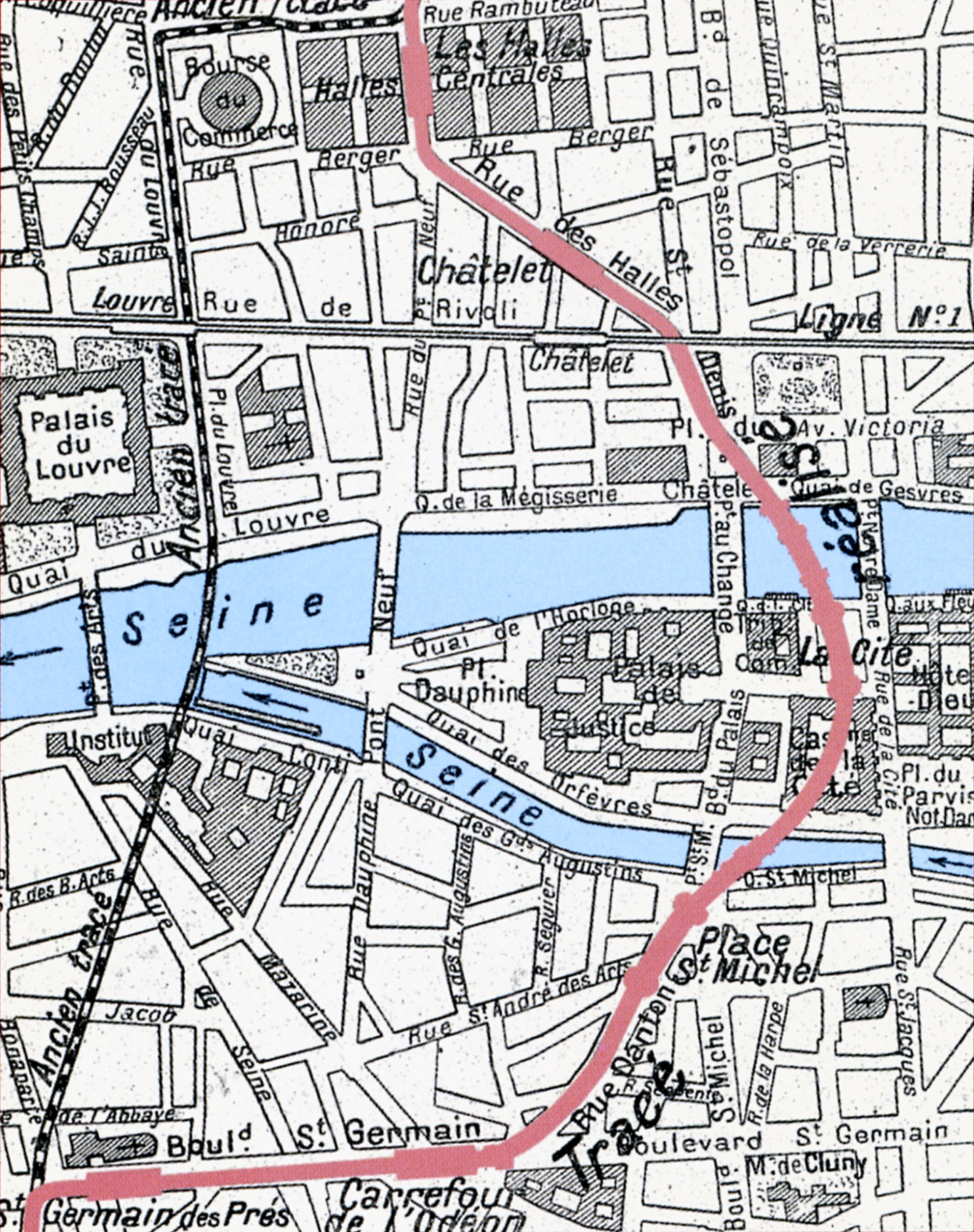

- ノートルダム大聖堂
- コンシェルジュリー
- サント・シャペル
- パレ・ド・ジュスティス
- オテル・デュー
- パリ警視庁

## 隣の駅
パリメトロ
■4号線
シャトレ駅 - シテ駅 - サン＝ミシェル駅